# Підгаєцька районна державна адміністрація
Підгаєцька районна державна адміністрація (Підгаєцька РДА) — орган виконавчої влади в Підгаєцькому районі Тернопільської області України.

## Структурні підрозділи
- Апарат райдержадміністрації
  - Відділ з питань внутрішньої політики та організаційної роботи
  - Відділ ведення Державного реєстру виборців
  - Загальний відділ
  - Відділ фінансово-господарського забезпечення
- Управління агропромислового, економічного розвитку та з питань державної реєстрації
- Фінансове управління
- Управління соціального захисту населення
- Відділ освіти, молоді та спорту
- Відділ культури і туризму
- Відділ містобудування, архітектури, розвитку інфраструктури, житлово-комунального господарства та цивільного захисту  населення
- Центр надання адміністративних послуг
- Служба у справах дітей

## Особи

### Очільники
Представники Президента України:
|  | Прізвище, ім'я, по батькові | Термін повноважень |
|  | --------------------------- | ------------------ |
|  | 1.                          |                    |

Голови райдержадміністрації:
|  | Прізвище, ім'я, по батькові     | Термін повноважень              |
|  | ------------------------------- | ------------------------------- |
|  | 1. Володимир Ярославович Боднар | ? — 24 березня 2014             |
|  | 2. Ігор Володимирович Гуль      | 30 квітня 2014 — 23 грудня 2014 |
|  | 3. Алла Іванівна Колодницька    | 21 травня 2015 — 11 липня 2019  |
|  | 4. Галина Богданівна Дуда       | 25 січня 2020 — 26 лютого 2021  |

### Заступники
- Іван Керницький — перший заступник,
- Назарій Жидовський — заступник